# Julià de Jòdar
Julià de Jòdar i Muñoz (Badalona, 28 de diciembre de 1942) es un escritor en lengua catalana. La obra que él considera su obra magna es la trilogía L'atzar i les ombres, que comprende las novelas L'àngel de la segona mort, El trànsit de les fades y El metall impur. Colabora regularmente en revistas culturales y otros medios de comunicación como prensa y radio. De octubre de 2015 al 11 de enero de 2016 fue diputado del Parlamento de Cataluña en el grupo parlamentario de la CUP.

## Biografía
Julià de Jòdar nació en 1942 en Badalona, aunque sus primeros pasos en sus estudios fueron hacia la ingeniería y obtuvo su diploma de ingeniero técnico químico en 1964. Abandonó después esa vía para estudiar Humanidades. Así se licenció en Historia Moderna y Contemporánea en 1973, e hizo estudios de teatro en la Escuela de Arte Dramático de Adrià Gual. Fue miembro del equipo de Ricard Salvat.
En 2009, con su novela Pastoral catalana, una especie de homenaje al escritor estadounidense Philip Roth y su novela American Pastoral, recibió el Premio Carlomagno que otorga anualmente el Gobierno de Andorra.
Desde el año 2006 colabora semanalmente en el diario Avui, cada quince días en el diario El Punt, semanalmente en Elsingulardigital y, más esporádicamente, en VilaWeb.
El 13 de octubre de 2012 estuvo en el número 84 de la lista de la CUP-Alternativa de Izquierdas por Barcelona a las elecciones al Parlamento de Cataluña de 2012, con el objetivo de cerrar la lista de la circunscripción.
Ese mismo año publicó, junto con el periodista David Fernàndez, el libro Cop de CUP.
En las elecciones al Parlamento de Cataluña de 2015 fue elegido diputado por la circunscripción de Barcelona dentro de la Candidatura de Unidad Popular-Llamada Constituyente (CUP). El 10 de enero de 2016 tras los acuerdos entre la CUP y Junts pel Sí para la elección de Carles Puigdemont como Presidente de la Generalidad de Cataluña, el Consejo Político de la CUP anunció que era uno de los dos diputados junto a Josep Manel Busqueta que dejaría su escaño en el parlamento en cumplimiento de los mismos. Formalizó la entrega de su acta de diputado el 11 de enero de 2016.

## Obra

### Novelas
- L'àngel de la segona mort (1997) Premio Ciudad de Barcelona, 1998. ISBN 978-84-7727-185-7
- El trànsit de les fades (2001) Premio de la Crítica de narrativa catalana, 2002. ISBN 978-84-7727-344-8
- L'home que va estimar Natàlia Vidal (2002) Premio Prudenci Bertrana, 2003. ISBN 978-84-297-5347-9
- El metall impur (2005) Premio Sant Jordi, 2005. ISBN 978-84-8437-858-7. Premio de la crítica Serra d'Or 2007.
- La pastoral catalana (2009) (Premi Carlemany), Premio de la Crítica Serra d'Or 2011.
- El desertor en el camp de batalla (2013), Edicions Proa, Barcelona.

### Narraciones
- Zapata als Encants (1999). ISBN 978-84-7727-285-4
- Noi, hast vist la mare amagada entre les ombres? (2008) . ISBN 978-84-8437-445-9

### Otras publicaciones
- Fot-li que som catalans (2005), La Esfera de los Libros
- Fot-li més que encara som catalans (2006), La Esfera de los Libros
- Directe al grà, (2007), Ed. Brosquil
- Radiacions, (2011), Ed. Proa
- Fot-li al procés (2017), Viena

### Traducciones
- Las tierras del Ocaso, de Julien Gracq, Nocturna Ediciones, Madrid, 2015
- El vent fred de la nit, de J. Gracq, en 'La pau dels origens', Ed.62, Barcelona, 2011
- Transbaikàlia, de Julien Gracq, en 'La pau dels origens', Ed. 62, Barcelona, 2011
- Venècia, de Julien Gracq, en 'La pau dels origens',Edicions 62,Barcelona, 2011
- La Península, de Julien Gracq, Nocturna Ediciones, Madrid, 2011
- El rey Cophetua, de Julien Gracq, Nocturna Ediciones, Madrid, 2010
- Una casa a Florencia, de W. Somerset Maugham, Viena, Barcelona, 2010
- La gran marxa, de E. L. Doctorow, Ediciones de 1984, Barcelona, 2008
- Historias de la dolça terra, de E. L. Doctorow, Ed. de 1984, Barcelona, 2008
- Una nación conservadora,J.Micklethwait i A. Wooldridge, Debate, Barcelona, 2006
- La revolución de la riqueza??, Alvin y Heidi Toffler, Debate, Barcelona, 2006
- Diccionario del amante de la ópera, Pierre-Jean Rémy, Paidós, Barcelona, 2006
- El mundo helenístico, Pierre Lévêque, Paidós, Barcelona, 2005
- Los matemáticos de Babilonia, Roger Caratini, Edicions Bellaterra, Barcelona, 2004
- El espíritu de la ópera: la exaltación de las pasiones humanas, Paidós, Barcelona,2003
- Qué es la tradición, Elémire Zolla, Paidós Orientalia, Barcelona, 2003
- El estado de la teoría democrática, Ian Shapiro, Edicions Bellaterra, Barcelona, 2003
- El hombre plural. Los resortes de la acción, Bernard Lahire, Ed. Bellaterra, Barcelona, 2003
- Eros en los 5 sentidos, Ediciones Grijalbo, Barcelona, 1989
- Historia Universal del Arte, Present. Vittorio Sgarbi, Ed. Everest, León, 1988
- Los artífices del poder aéreo, David Nevin, Time-Life Books, B.V. Ámsterdam, 1981
- Grand Larousse Encyclopédique, red. Sección de Historia, Ed. Planeta, Barcelona 1968/71;1975/80